# Темпи Нуови (Лече)
Темпи Нуови (итал. Tempi Nuovi) је насеље у Италији у округу Лече, региону Апулија.
Према процени из 2011. у насељу је живело 92 становника. Насеље се налази на надморској висини од 44 м.